# Elías Ramón de la Sota
Elías Ramón de la Sota (n. San Miguel de Tucumán, 1932; f. ibíd. 2014) fue un botánico, pteridólogo, y paleontólogo argentino.

## Biografía
Fue Licenciado en Botánica por la Escuela Universitaria de Ciencias Naturales de la Fundación Miguel Lillo; y Doctor en Ciencias Naturales, orientación Botánica, por la misma universidad.
Fue Profesor de taxonomía Vegetal, de la Facultad de Ciencias Naturales de la Universidad Nacional de La Plata e investigador del CONICET.
Se especializó en la taxonomía de la familia de las pteridófitas.

## Algunas publicaciones
- olga gladys Martínez, víctor humberto Aquino, elías ramón de la Sota. 2006. Vittariaceae (C.Presl.) Ching. Volumen 7, Nº 17 de Aportes botánicos de Salta. Ed. Herbario MCNS. 4 pp.

- ------------------, elías ramón de la Sota. 2005. Lomariopsidaceae Alston. Volumen 7, Nº 8 de Aportes botánicos de Salta. Ed. Herbario MCNS. 12 pp.

### Libros
- 2001. Flora del Valle de Lerma: Pteridaceae Rchb. Volumen 6, Nº 9 de Aportes botánicos de Salta. Ed. Universidad Nacional de Salta. 48 pp.

- 1982. La taxonomía y la revolución en las ciencias biológicas. Volumen 3 de Serie de biología monografía. Ed. OEA Secretaria General. 90 pp. ISBN 0-8270-1538-0

- -------------, ángel l. Cabrera. 1977. Pteridophyta. Colección científica del INTA. Parte 2 de Flora de la Provincia de Jujuy. 275 pp.

- 1968. Acerca del género "Synammia" C.Presl (Polypodiaceae s. str.). Ed. Facultad de Ciencias Naturales y Museo UNLP. 132 pp.

Número 60 de Revista del Museo de La Plata: Botánica
- 1966. Revisión de las especies americanas del grupo "Polypodium squamatum" L. "Polypodiaceae" (S. Str.). 186 pp.
- -------------, g. Delucchi, e.c. Lopretto, p. Posadas, e.r. de la Sota,  j. Williams. (En prensa). Biodiversidad. Guía de conocimientos básicos. Fundación Biosfera
- 1960. Polypodiaceae y Grammitidacease argentinas. Volumen 5 de Opera Lilloana. 229 pp.

## Honores
- Becario Guggenheim, en 1962

### Epónimos
Especies
- (Piperaceae) Piper sotai Yunck.[3]
- La abreviatura «de la Sota» se emplea para indicar a Elías Ramón de la Sota como autoridad en la descripción y clasificación científica de los vegetales.[4]